# Naked (ラジオ)
『Naked』（ネイキッド）は、2010年4月23日から2012年3月30日までbayfmで放送されていたラジオ番組。

## 概要
- 俳優 玉木宏の初のレギュラーラジオ番組。
- 番組タイトルの『Naked』は、「裸」という意味で色んな事をさらけ出したいという事で玉木宏本人が付けた。
- 第1回目の放送は、ミュージシャン玉木宏を知って欲しいという事で、玉木のライブDVD「alive」(2010年3月10日発売)の音源を流した。

## パーソナリティー
- 玉木宏

## 放送時間
- 毎週金曜日22：00～22：57

## 番組内コーナー
- オープニング ： 今日は何の日。
- お題トーク ： 四季によって設定したお題についてメールを募集。
- 闇鍋コーナー：ゲスト時のコーナー。闇鍋に入れた質問に交互に答える。

期間限定コーナー
- ギルティコーナー ： 2010年10月～12月。ドラマ『ギルティ 悪魔と契約した女』の記者発表の模様や小林義則監督のゲスト出演、主演の菅野美穂や共演者や主題歌を歌っているJUJU、ヘアメイクなどスタッフからのコメントなど。
- 学園祭特集 ： 2010年10月29日、2011年11月11日。学園祭に録音機材を持ち込み、玉木の出演時の音源を録音して放送した。
- 2週連続START大特集 ： 2011年6月10日、6月17日。2011年6月22日発売のアルバムSTART特集。収録曲全曲紹介や解説、アルバムネーミングの解説、アルバム制作に関わったスタッフやクリエーターからのコメントなど。
- 2週連続映画『聯合艦隊司令長官 山本五十六』スペシャル ： 2011年12月16日、23日。16日はゲストの田中麗奈と撮影裏話など、23日は成島出監督や共演者の瀬戸朝香、主演の役所広司のコメントなど。
- 平清盛スペシャル ： 2012年3月23日。磯智明プロデューサー、夫婦役で共演の田中麗奈、人物デザイン監修の柘植伊佐夫、演出の柴田岳志からのコメントなど。

インターネットラジオのみのコーナー
- 私書箱ネットオンリー ： 放送時間内に読めなかったメールの質問に答える。

## ゲスト
- 2010年5月14日：上野樹里
- 2010年5月21日：MAKOTO（リュシフェル）
- 2010年6月4日：福士誠治
- 2010年6月18日：分山貴美子
- 2010年7月16日：スキマスイッチ
- 2010年7月30日：オオキ ノブオ（ACIDMAN）
- 2010年8月20日：稲川淳二
- 2010年9月3日：佐々木一成（玉木宏オフィシャルライター）
- 2010年9月17日：石田純一
- 2010年10月22日：小林義則（『ギルティ 悪魔と契約した女』監督）
- 2010年12月3日：ウエンツ瑛士
- 2010年12月24日：小林義則（ゲスト2回目）
- 2011年1月21日：DAIGO
- 2011年1月28日：スキマスイッチ（ゲスト2回目）
- 2011年2月4日：斉藤龍昭（『地球大紀行スペシャル 情熱カリブ躍動紀行』CBCプロデューサー）
- 2011年2月11日：北村栄基
- 2011年4月1日：宮原夢画（写真家）
- 2011年4月15日：イトウケンタ（スタイリスト）
- 2011年4月22日：イトウケンタ（ゲスト2回目）
- 2011年6月3日：北川景子
- 2011年7月15日：川畑のぶこ（断捨離の心療法家）
- 2011年7月22日：北村栄基（ゲスト2回目）
- 2011年8月5日：竹中直人
- 2011年8月12日：佐藤綾子
- 2011年8月19日：久保美智代(旅する世界遺産研究家)
- 2011年9月9日：佐々木蔵之介（3月11日放送予定分を再編集して放送）
- 2011年9月30日：山内宏泰（『写真のプロフェッショナル』の著者）
- 2011年10月7日：ACIDMAN（ゲスト2回目、3人揃っては初出演）
- 2011年10月21日：イトウケンタ（ゲスト3回目）
- 2011年11月25日：伊藤さとり
- 2011年12月2日：赤司竜彦（ホビー会社 メディコム・トイ社長）
- 2011年12月16日：田中麗奈
- 2011年12月30日：イトウケンタ（ゲスト4回目）
- 2012年1月6日：イトウケンタ（ゲスト5回目）
- 2012年1月13日：北村栄基（ゲスト3回目）
- 2012年2月10日：Ray
- 2012年3月16日：イトウケンタ（ゲスト6回目）
- 2012年3月23日：イトウケンタ（ゲスト7回目）